# Termômetro de Kanitz
Termômetro de Kanitz é um instrumento utilizado para prever a possibilidade de falência de empresas. A sua utilização tem sido, via de regra, relativa a empresas isoladas. Procura-se analisar se determinada empresa tem possibilidade ou não de falir, principalmente a curto prazo.
Em seu estudo, Stephen Charles Kanitz analisou aproximadamente 5.000 demonstrações contábeis de empresas brasileiras. Após o estudo, ele escolheu aleatoriamente 21 empresas, que haviam falido entre 1972 e 1974, e analisou os balanços referentes aos dois anos anteriores a falência. Utilizou, como grupo de controle, também de forma aleatória, 21 demonstrações contábeis, referentes aos mesmos anos, de empresas que não faliram.
Após analisar e estudar estas empresas, ele criou o termômetro de insolvência, com a
utilização da seguinte fórmula:
{\displaystyle Y=(0,05.RP+1,65.LG+3,55.LS)-(1,06.LC+0,33.GE)}
onde:
- 0,05; 1,65; 3,55; 1,06 e 0,33 são os pesos que devem multiplicar os índices. E os índices são os seguintes:
- RP – Rentabilidade do Patrimônio;
- LG – Liquidez Geral;
- LS – Liquidez Seca;
- LC – Liquidez Corrente;
- GE – Grau de Endividamento.

Nos índices foram usadas as seguintes relações:
- Rentabilidade do Patrimônio é igual ao Lucro Líquido dividido pelo Patrimônio Líquido;
- Liquidez Geral é igual ao somatório do Ativo Circulante e do Ativo Não Circulante dividido pelo somatório do Passivo Circulante e do Passivo Não Circulante
- Liquidez Seca é igual ao valor do Ativo Circulante menos o valor dos Estoques dividido pelo Passivo Circulante;
- Liquidez Corrente é igual ao valor do Ativo Circulante dividido pelo valor do Passivo Circulante;
- Grau de Endividamento é igual ao somatório do Passivo Circulante e do Passivo Exigível a Longo Prazo dividido pelo Patrimônio Líquido.

De acordo com Kanitz se, após a aplicação da fórmula, o resultado (Y) se situar abaixo de – 3, indica que a empresa se encontra numa situação que poderá levá-la a falência.
Evidentemente, quanto menor este valor, mais próximo da falência estará a empresa. Do mesmo modo, se a empresa se encontrar em relação ao termômetro com um valor acima de zero, não haverá razão para a administração se preocupar, principalmente à medida que melhora a posição da empresa no termômetro. Se ela se situar entre zero e – 3, temos o que o Kanitz chama de penumbra, ou seja, uma posição que demanda certa cautela. A penumbra funciona, por conseguinte, como um alerta. Se o fator resultar num valor entre 0 e +7, considera-se que a empresa se situa na faixa de solvência. As empresas inseridas dentro desses limites são as que apresentam as menores probabilidades de falência, e elas se reduzem quanto mais elevado se apresentar o fator calculado.